# Chrysothrix sulphurella
Chrysothrix sulphurella är en lavart som först beskrevs av Räsänen, och fick sitt nu gällande namn av Kantvilas & Elix. Chrysothrix sulphurella ingår i släktet Chrysothrix och familjen Chrysothricaceae.   Inga underarter finns listade i Catalogue of Life.